# دیمیتریوس ورجینیس
دیمیتریوس ورجینیس (انگلیسی: Dimitrios Verginis؛ زادهٔ ۱۵ مهٔ ۱۹۸۷) بازیکن بسکتبال اهل یونان است.

## حرفه
از باشگاه‌هایی که در آن بازی کرده‌است می‌توان به باشگاه بسکتبال بیلبائو و باشگاه بسکتبال پاناتینایکوس اشاره کرد.